# Castillo de Lichteneck
El Castillo de Lichteneck es la ruina de un castillo arriba del barrio Hecklingen de Kenzingen en Baden-Wurtemberg, Alemania.